# لوئیزیانا
| ایالت لوئیزیانا Louisiana                                                          | ایالت لوئیزیانا Louisiana                                                                         |
| ---------------------------------------------------------------------------------- | ------------------------------------------------------------------------------------------------- |
| پرچم لوئیزیانا آرم لوئیزیانا                                                       |                                                                                                   |
| لقب(ها): ایالت فرعی فرزند می‌سی‌سی‌پی ایالت کریول ایالت پلیکان بهشت ورزشکار ایالت شکر |                                                                                                   |
| شعار(ها): Union, justice, and confidence (اتحاد، عدالت، خودباوری)                  |                                                                                                   |
| نقشه ایالت‌های آمریکا همراه برجسته‌بودن لوئیزیانا                                    |                                                                                                   |
| زبان رسمی                                                                          | زبان رسمی ندارد                                                                                   |
| زبان‌های محاوره‌ای                                                                   | در سرشماری سال ۲۰۱۰ زبان انگلیسی ۹۱٫۲۶٪ زبان فرانسوی ۳٫۴۵٪ زبان اسپانیایی۳٫۳۰٪ زبان ویتنامی ۰٫۵۹٪ |
| پایتخت                                                                             | باتون‌روژ                                                                                          |
| بزرگ‌ترین شهر                                                                       | نیواورلئان                                                                                        |
| منطقه                                                                              | رتبهٔ ۳۱                                                                                           |
| - کل                                                                               | ۱۳۴٬۳۸۲ کیلومتر مربع                                                                              |
| - پهنا                                                                             | ۲۱۰ کیلومتر                                                                                       |
| - طول                                                                              | ۶۱۰ کیلومتر                                                                                       |
| - % آب                                                                             | ۱۶                                                                                                |
| - عرض جغرافیایی                                                                    | ۲۹°N to 33°N                                                                                      |
| - طول جغرافیایی                                                                    | ۸۹°W to 94°W                                                                                      |
|                                                                                    |                                                                                                   |
| جمعیت                                                                              | رتبهٔ ۲۲                                                                                           |
| - کل                                                                               | ۴٬۴۶۸٬۹۷۶                                                                                         |
| - تراکم                                                                            | ۳۹٫۶۱ بر کیلومتر مربع رتبهٔ ۲۲                                                                     |
|                                                                                    |                                                                                                   |
| بلندی                                                                              |                                                                                                   |
| - بالاترین نقطه                                                                    | کوه دریسکیل ۱۶۳ متر                                                                               |
| - میانگین                                                                          | ۳۰ متر                                                                                            |
| - پایین‌ترین نقطه                                                                   | نیواورلئان ۲- متر                                                                                 |
|                                                                                    |                                                                                                   |
| پذیرش در اتحادیه                                                                   | ۳۰ آوریل، ۱۸۱۲ (میلادی) (18th)                                                                    |
| فرماندار                                                                           | جان بل ادواردز (ر)                                                                                |
| قوه مقننه                                                                          |                                                                                                   |
| سناتورهای ایالات متحده آمریکا                                                      | خانم مری لندرو (د) دیوید ویتر (ج)                                                                 |
| هیئت مجلس ایالات متحده آمریکا                                                      | فهرست                                                                                             |
| منطقه زمانی                                                                        | Central: UTC-6/-۵                                                                                 |
| کوته‌نوشت‌ها                                                                         | LA، US-LA                                                                                         |
| وبگاه                                                                              | www.louisiana.gov                                                                                 |
| پرچم لوئیزیانا                                                                     | نشان دولتی لوئیزیانا                                                                              |
| پرچم لوئیزیانا                                                                     | آرم لوئیزیانا                                                                                     |

| پرچم لوئیزیانا | نشان دولتی لوئیزیانا |
| پرچم لوئیزیانا | آرم لوئیزیانا        |

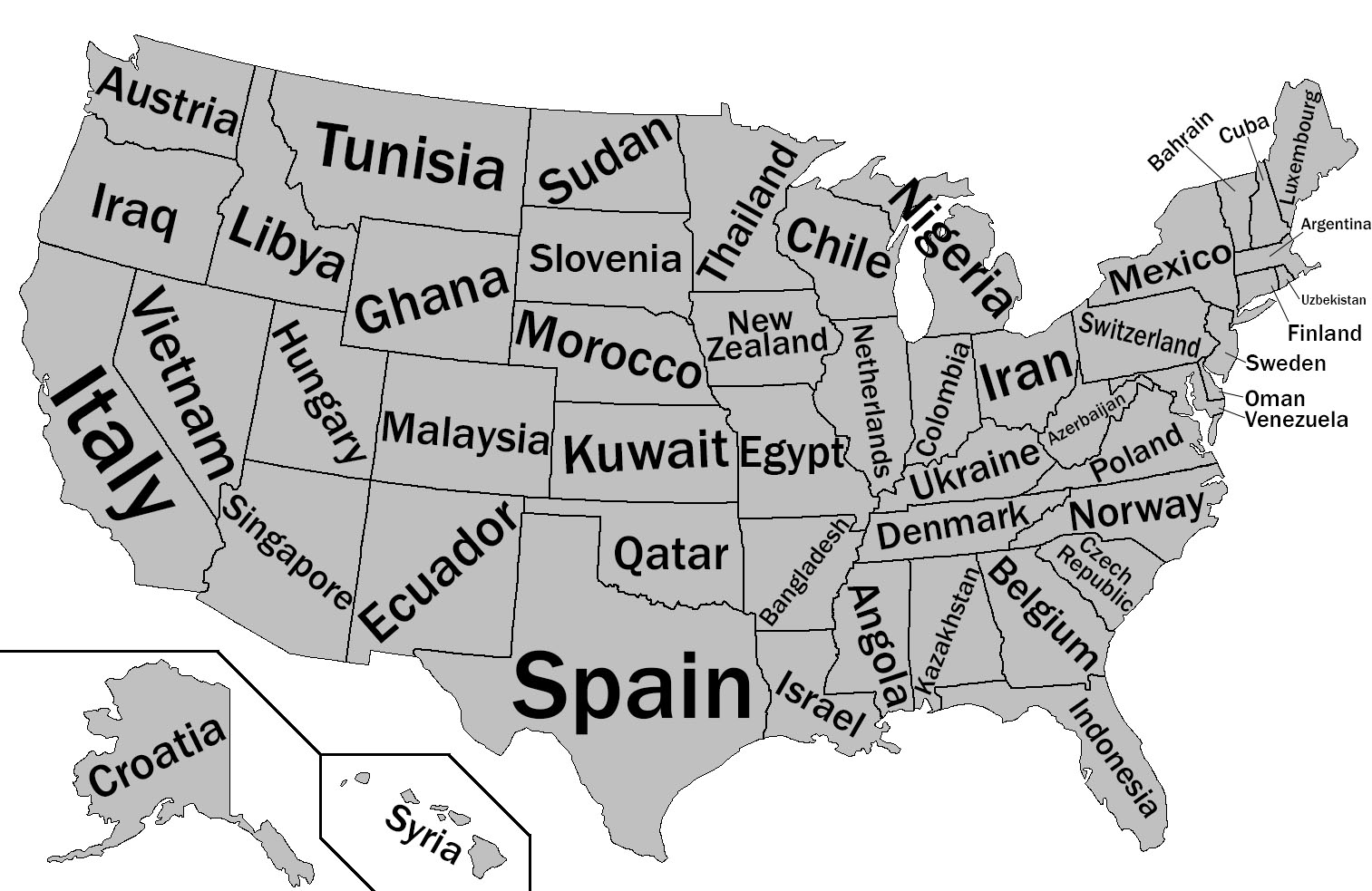
مقایسهٔ تولید ناخالص داخلی ایالت‌های آمریکا با کشورهای دیگر در سال ۲۰۱۲. ایالت لوئیزیانا در این سال تولید ناخالصی اش قابل مقایسه با کشور اسرائیل بوده‌است.

لوئیزیانا (به انگلیسی: Louisiana) از ایالت‌های جنوبی آمریکا است. از نظر مساحت لوئیزیانا رتبه سی‌ویکم و از نظر جمعیت رتبه بیست‌پنجم را در بین ۵۰ ایالت آمریکا دارد. باتون‌روژ مرکز این ایالت بوده و شهر نیواورلئان بزرگ‌ترین شهرش است؛ همچنین قسمت‌های زیادی از خاک این ایالت تحت تأثیر رودخانه می‌سی‌سی‌پی است و عقب‌نشینی این رودخانه باعث به‌وجود آمدن دلتاها و مناطق باتلاقی زیادی شده‌است. قسمت‌هایی از مناطق لوئیزیانا نیز به شکل چندزبانه و چند فرهنگی هستند که این موضوع عمدتاً به سدهٔ ۱۸ برگشته که این زبان‌ها و فرهنگ‌ها از نوع فرانسوی، اسپانیایی، محلی آمریکایی و آفریقایی به اینجا منتقل شدند. پیش از اینکه آمریکا این قسمت را در سال ۱۸۰۳ خریداری کند، منطقه‌ای که امروزه لوئیزیانا نام دارد، از مستعمرات و مناطق تحت استعمار اسپانیا و فرانسه بوده‌است. همچنین این ایالت یکی از اصلی‌ترین مناطق آمریکا در امر برده‌داری در سدهٔ ۱۸ بود.
گامبو نوعی غذای بومی لوئیزیانا است.

## نام
نام این ایالت به افتخار شاه فرانسه لوئی چهاردهم گذاشته شده‌است.

## اقتصاد
در سال ۲۰۱۲، این ایالت تولید ناخالص داخلی برابر با ۲۶۰٬۸۷۷ میلیارد دلار داشت، که بیش از تولید ناخالص داخلی کشور اسرائیل (۲۵۷٬۶۲۲ میلیارد دلار) بود. از مهمترین ارکان اقتصاد این ایالت می‌توان صنایع شیمیایی، پتروشیمی و پالایشگاه‌ها را نام برد. ماهیگیری و کشت پنبه نیز در این ایالت بسیار پر رونق است.
سس تاباسکو در این ایالت تولید می‌شود.
پل لیک پانتچرترین کازوی یکی از طولانی‌ترین پل‌های جهان در این ایالت قرار دارد.

## دانشگاه‌های مشهور لوئیزیانا
- دانشگاه ایالتی لوئیزیانا
- دانشگاه لوئیزیانا در لافایت
- دانشگاه نیواورلئان
- دانشگاه تولین

## مشاهیر
از افراد مشهور این سرزمین می‌توان مایکل دی‌بیکی، فیل انسلمو، بیل راسل، دانا برازیل، لویی آرمسترانگ، کینگ آلیور، کریس کوین و وینتون مارسالیس، و ایان سامرهلدر را نام برد.

## آب و هوا

ایالت لوئیزیانا

لوئیزیانا دارای آب و هوای حاره‌ای با تابستان‌های مرطوب و گرم و زمستانهای معتدل بوده، متوسط دما در تابستان ۳۲ درجه و در زمستان ۲۲ درجه سانی گراد است.